# シドニー・ホーマー
シドニー・ホーマー（Sidney Homer, 1864年12月9日 マサチューセッツ州ボストン – 1953年7月10日 フロリダ州ウィンターパーク）は、アメリカ合衆国の作曲家。

## 経歴
両親は聾であった。アノドーヴァーのフィリップス・アカデミーに通学するが、大学に進まず、ジョージ・ホワイトフィールド・チャドウィックに作曲の指導を受ける。1895年に高名なコントラルト歌手ルイーズ・ディルワース・ビーティと結婚して6児を儲けた。
第2次ニューイングランド楽派の歌曲専門の作曲家と看做されており、一般的には、サミュエル・バーバーのおじで助言者として、より名高い。